# Pic Malchin
 (décembre 2020).
 (mars 2022).
Si vous disposez d'ouvrages ou d'articles de référence ou si vous connaissez des sites web de qualité traitant du thème abordé ici, merci de compléter l'article en donnant les références utiles à sa vérifiabilité et en les liant à la section « Notes et références ».
Le pic Malchin (en russe : Малчин оргил) est un sommet de l'Altaï à la frontière entre la Mongolie et la Russie.